# Jan Jagla
Jan-Hendrik Jagla (Berlino, 25 giugno 1981) è un ex cestista tedesco.
Alto 213 cm, giocava come centro.

## Carriera
Con la Germania ha disputato i Giochi olimpici di Pechino 2008, due edizioni dei Campionati mondiali (2006, 2010) e tre dei Campionati europei (2007, 2009, 2011).

## Palmarès
- Campionato polacco: 1

Asseco Prokom Gdynia: 2009-10
- Copa del Rey: 1

Joventut Badalona: 2008
- Liga catalana: 2

Joventut Badalona: 2007, 2008
- Coppa di Germania: 1

Alba Berlino: 2014
- Supercoppa polacca: 1

Prokom Gdynia: 2010
- Supercoppa tedesca: 1

Alba Berlino: 2013
- ULEB Cup: 1

Joventut Badalona: 2007-08